# Musèon d'Alexandria

Pla d'Alexandria en el període hel·lenístic, on s'assenyala la posició aproximada del Musèon

El Musèon o Museu d'Alexandria (en grec antic: Μουσεῖον τῆς Ἀλεξανδρείας, 'temple de les Muses', el qual incloïa la coneguda biblioteca d'Alexandria) fou una institució fundada per Ptolemeu I Soter o, més probablement, pel seu fill Ptolemeu II Filadelf, situada al districte reial d'Alexandria, a l'Egipte ptolemaic. Aquest Musèon era la llar de la música i de la poesia, una escola filosòfica com l'Acadèmia de Plató i, també, un magatzem de textos: la Biblioteca d'Alexandria. No tenia una col·lecció d'obres d'art; era una institució que va reunir els millors estudiosos del món hel·lenístic, anàlegs a una universitat moderna, de manera que es convertí en un dels més importants centres intel·lectuals del període. És l'origen de l'ús modern del mot museu.

## Història i funcions
El Musèon, institució fundada per Ptolemeu I Soter (c. 367 aC - c. 283 aC) o per Ptolemeu II Filadelf (309-246 aC), i que va romandre sota el patrocini de la dinastia ptolemaica, fou edificat en connotació a una assemblea reunida sota la protecció de les Muses, en record als llocs sagrats (altars en el seu honor o fins i tot petits edificis anomenats 'musèons'). Així, dins el seu palau a Alexandria van edificar un conjunt d'instal·lacions, on desitjaven allotjar i mantenir als millors erudits de la seva època. Per tant, no era un edifici consagrat a aquestes divinitats, sinó diversos, amb diferents finalitats. Comptava amb diverses dependències al servei dels erudits i savis; sales de conferències, laboratoris i observatoris, a més de la zona d'allotjament i menjador. Però destacava sobre totes la seva biblioteca, que ha arribat a conèixer-se com la «gran Biblioteca d'Alexandria». El Musèon podia complir una funció instructiva, però també propagandística i com a reacció cultural dels grecs davant d'una cultura que sempre van considerar superior; però es desconeix com era la seva estructura, el seu emplaçament exacte, les obligacions impartides als seus hostes o les seves fonts exactes de finançament. Tot i que no tenia una col·lecció d'escultures i pintures presentades com a obres d'art, sí que tenia una sala dedicada a l'estudi de l'anatomia i una instal·lació per a observacions astronòmiques. Més que un simple museu en el sentit que s'ha desenvolupat d'ençà del Renaixement, va ser una institució que va reunir alguns dels millors erudits del món hel·lenístic.

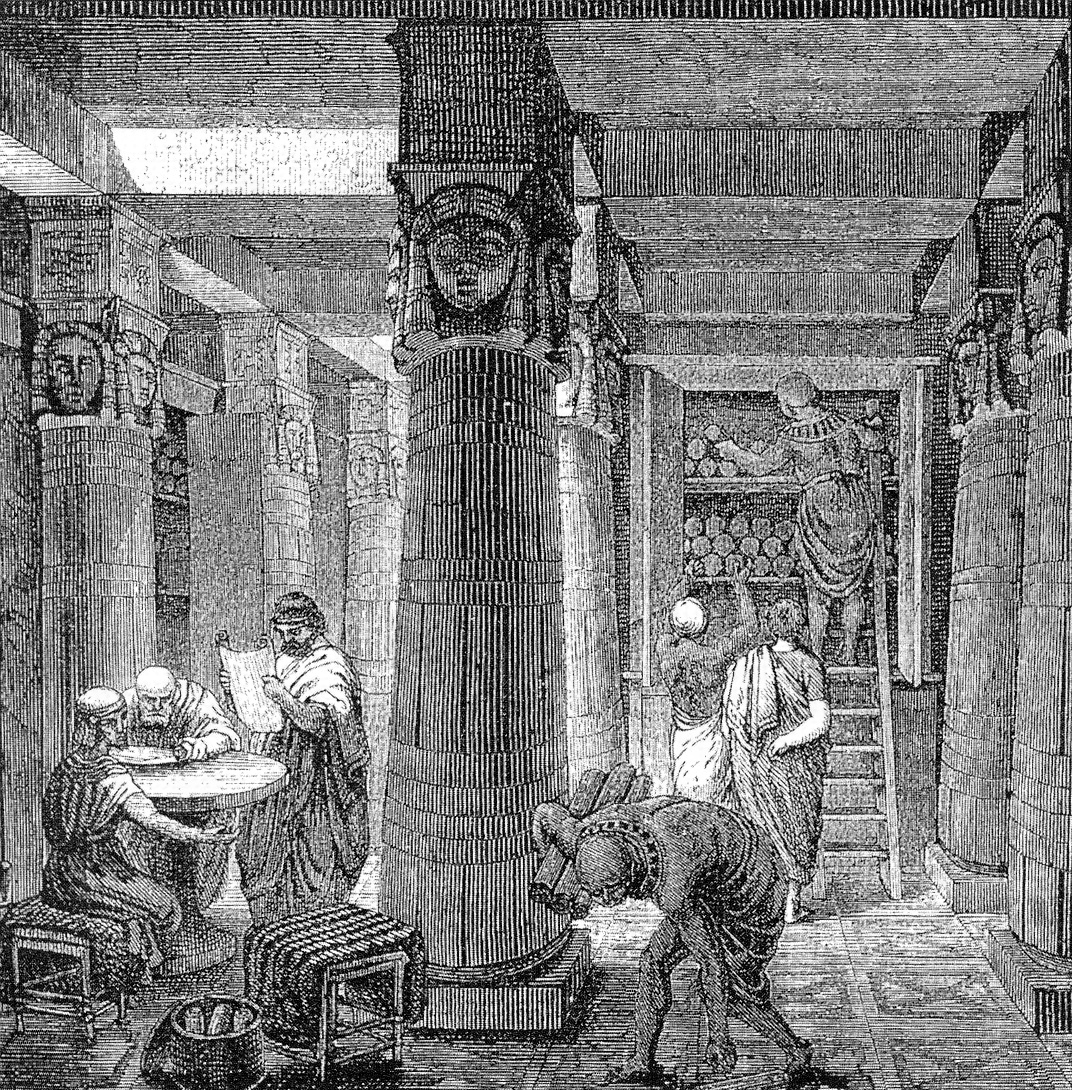
L'antiga Biblioteca d'Alexandria, part del Musèon

Al principi era el Musèon, i no la biblioteca, la dependència més important i el principal imant per a científics i literats, tot i la idea molt estesa de ser a l'inrevés. Així Herodes i Estrabó citen només el Musèon, el que fa suposar als autors moderns que la segona era una dependència més del primer. En un moment donat hi van viure més de 1.000 erudits. Els membres del personal i els acadèmics eren assalariats i no pagaven impostos. També tenien els àpats gratuïts, l'allotjament i servents. El Musèon era administrat per un sacerdot anomenat pel faraó. Els erudits van realitzar investigacions científiques, van publicar, van donar conferències i recol·lectar tanta literatura com va ser possible del món conegut. A més de les obres gregues, es van traduir textos estrangers de les llengües assíria, persa, jueva, índia i altres fonts. Les versions editades del cànon literari grec que coneixem avui, d'Homer i Hesíode en endavant, existeixen en edicions que van ser confrontades i corregides pels erudits reunits al Musèon d'Alexandria.
El període clàssic del Musèon no va sobreviure la purga i expulsió de la major part dels intel·lectuals vinculats el 145 aC, quan Aristarc de Samotràcia va renunciar al seu càrrec; en qualsevol cas, les fonts que millor descriuen el Musèon i la biblioteca, Joan Tzetzes i d'altres, tots tardoantics o medievals, no fan referència a cap altre director. El Musèon va continuar com una institució en època romana, quan Estrabó fa la seva descripció, i segons Suetoni, l'emperador Claudi va afegir un edifici addicional. Sota els emperadors romans, la pertinença al Musèon es va adjudicar a destacats estudiosos i estadistes, sovint com una recompensa als partidaris de l'emperador. L'emperador Caracal·la va suspendre el Musèon l'any 216, potser com a mesura temporal. En aquest moment, el centre d'aprenentatge d'Alexandria ja s'havia traslladat al Serapèon. Les darreres referències conegudes de membres pertanyents al Musèon són en els anys 260. El Brúquion, la zona d'Alexandria on hi havia el Musèon, probablement va ser destruïda per l'incendi provocat per ordre de l'emperador Aurelià el 272, encara que no se sap amb certesa si aleshores encara existia, perquè la zona ja fou incendiada durant l'ocupació per Juli César. Les referències escampades en fonts posteriors suggereixen que es va restablir un Musèon el segle iv en un lloc diferent, però es coneix poc sobre aquesta organització posterior i és poc probable que tingués els recursos del seu predecessor. La Suda descriu el matemàtic Teó, pare d'Hipàcia, com l'«home del Musèon», però no se sap quina connexió tenia amb el Musèon.